# Harpaglossus
Harpaglossus es un  género de coleópteros adéfagos perteneciente a la familia Carabidae.

## Especies
Comprende las siguientes especies:
- Harpaglossus laevigatus (Dejean, 1828)
- Harpaglossus obscurus Chaudoir, 1856
- Harpaglossus opacus (Chaudoir, 1856)
- Harpaglossus politus (Chaudoir, 1856)